# Здание Народной школы (Екатеринбург)
Здание Народной школы — одноэтажное историческое здание в восточной части центра Екатеринбурга, расположенное рядом с Парком Энгельса (ранее — Малаховский сад), по адресу Бажова 137.
Здание является объектом культурного наследия регионального (областного) значения.

## История и описание
Одно из первых кирпичных зданий на улице Обсерваторской (современная ул. Бажова).
Здание было выполнено по проекту, созданному в 1913 году. Конструктивные расчеты к проекту были выполнены Уральским технико-промышленным товариществом в Екатеринбурге. Архитектурное решение дома в стилистике модерна, возможно, принадлежит известному архитектору Екатеринбурга Ивану Казимировичу Янковскому.
В советское время, здание использовалось как больница и глазное отделение.
Сейчас, здание является частью коммерческого комплекса.